# Мурисон (герб)
Мурисон − польський шляхетський герб шотландського походження.

## Опис герба
Опис герба з використанням класичних правил базонування:
У срібному полі три голови африканців з червоною пов'язкою навколо скронь.
Клейнод – над шоломом в короні три пера страуса.
Намет чорний, підбитий сріблом.
Опис герба з Книги гербової родів польських Юліуша Кароля Островського:
У срібному полі - три чорні голови зі срібною пов'язкою на голові. Над шолом в короні три страусиних пір'їн.
W polu srebrnem – trzy głowy murzyńskie z przepaską srebrną koło skroni. Nad hełmem w koronie trzy pióra strusie..
Опис Каспера несецького:
На щиті на білому або срібному полі три чорні голови, дві з них вгорі, а третя під ними.
Na tarczy w polu białem albo srebrnem, powinny być trzy głowy murzyńskie, z których dwie podle siebie na górze, trzecia pod niemi na spodzie

## Згадки геральдичні
Герб походження шотландського родини Морісон де Маннерс (Morison de Manners), що осіла в Польщі на початку XVII століття. У 1676 р. під час сейму коронаційного Яна III Собеського, на прохання гетьмана Дмитра Юрія Вишневецького, за військові заслуги, брати Олександр і Вільгельм Мурісон(Моррісон)офіцери полку піхоти воєводи бєльського Костянтина Вишневецького отримали індигенат і герб. 

## Роди
Одна сім'я  Морисон (Morison, Muryson, Mirisson).